# Simon Davies
Simon Davies (Haverfordwest, 23 oktober 1979) is een voormalig profvoetballer uit Wales die speelde als middenvelder.
Davies beëindigde zijn loopbaan in 2013 bij de Engelse club Fulham. Daarvoor speelde hij bij Peterborough, Tottenham Hotspur en Everton. Hij kwam 58 maal uit voor het Welsh voetbalelftal. Onder leiding van bondscoach Mark Hughes maakte hij zijn debuut op 28 maart 2001 in de WK-kwalificatiewedstrijd tegen Oekraïne (1-1). Hij viel in dat duel na 54 minuten in voor Matt Jones.